# Chi Đậu bướm
Chi Đậu bướm (danh pháp: Centrosema), là một chi dây leo ở vùng nhiệt đới châu Mỹ, thuộc họ Fabaceae.
Ấu trùng của loài Astraptes fulgerator được ghi nhận ít nhất ăn lá C. macrocarpum and C. plumieri .

## Các loài
- Centrosema angustifolium Benth.
- Centrosema arenarium Benth.
- Centrosema brasilianum (L.) Benth.
- Centrosema dasyanthum Benth.
- Centrosema macranthum Hoehne
- Centrosema macrocarpum
- Centrosema plumerii (Turp. ex Pres.) Benth.
- Centrosema pubescens Benth.
- Centrosema sagittatum (Willd.) Brad.
- Centrosema vexillatum Benth.
- Centrosema virginianum

## Hình ảnh

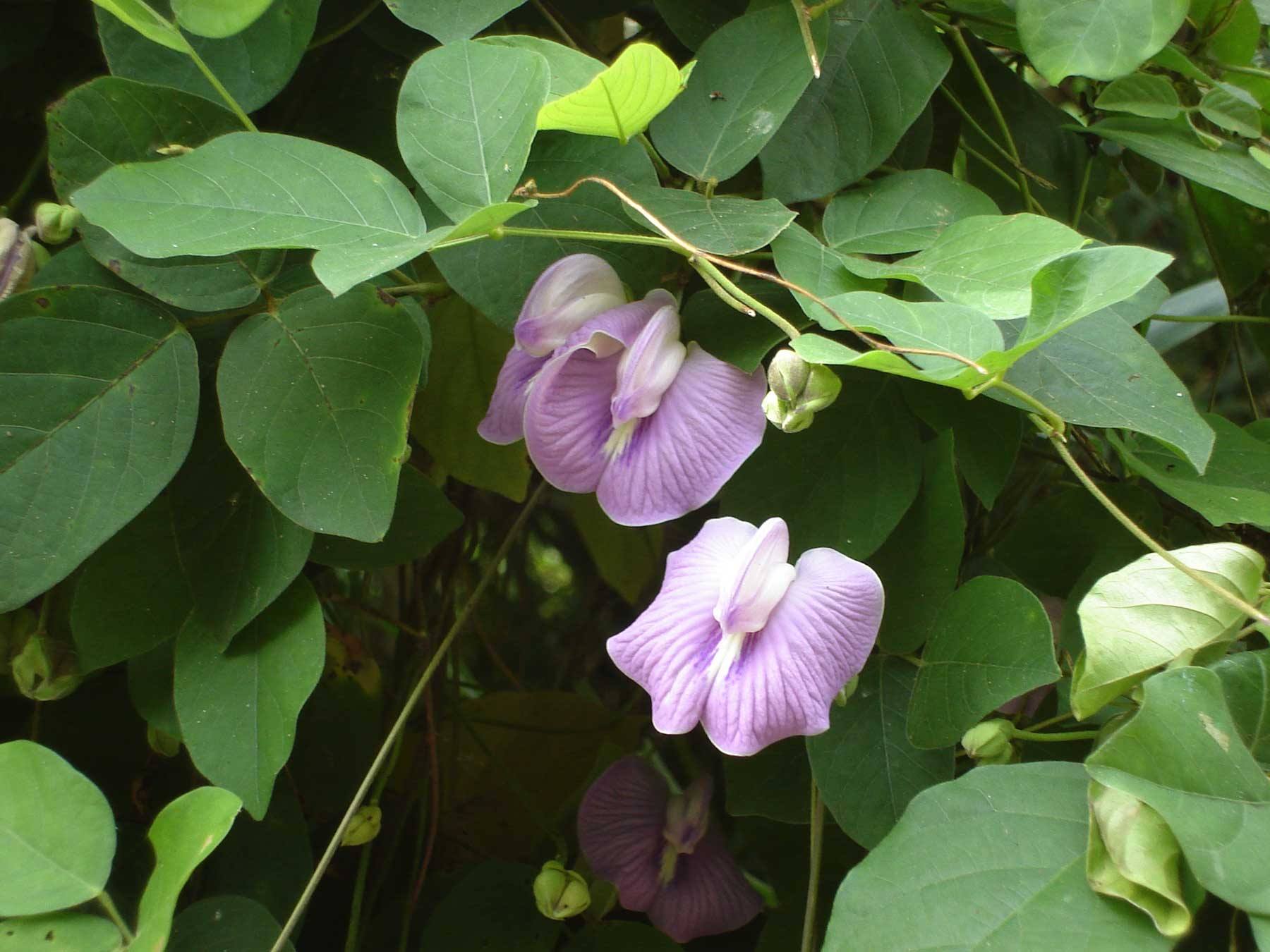
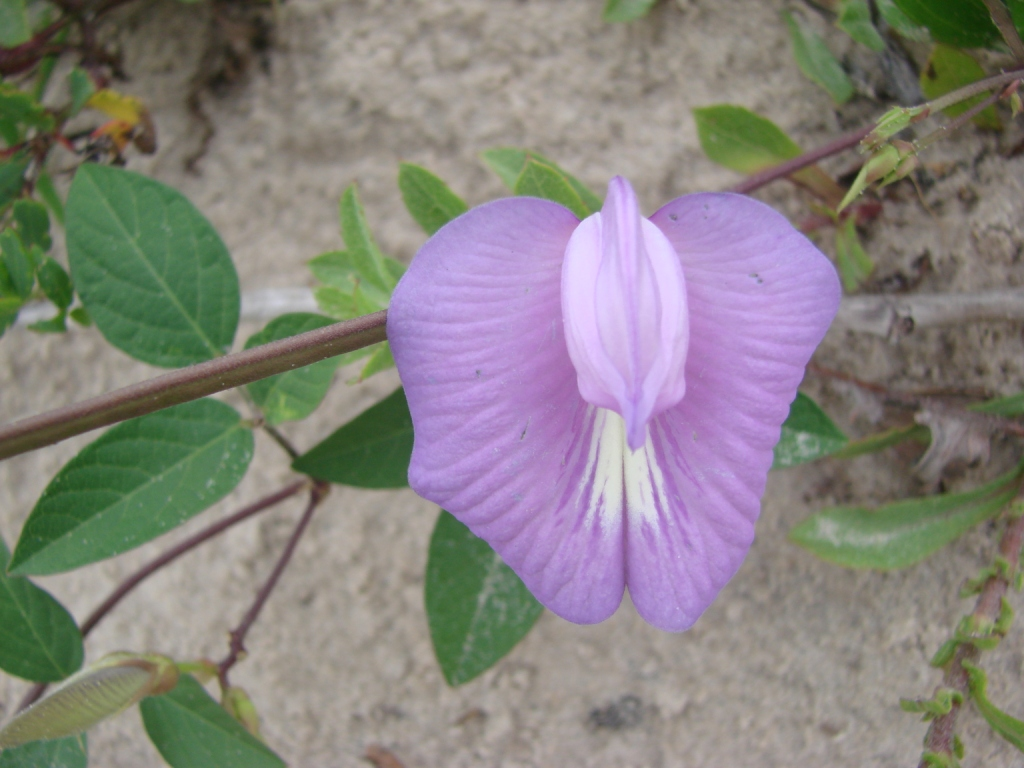
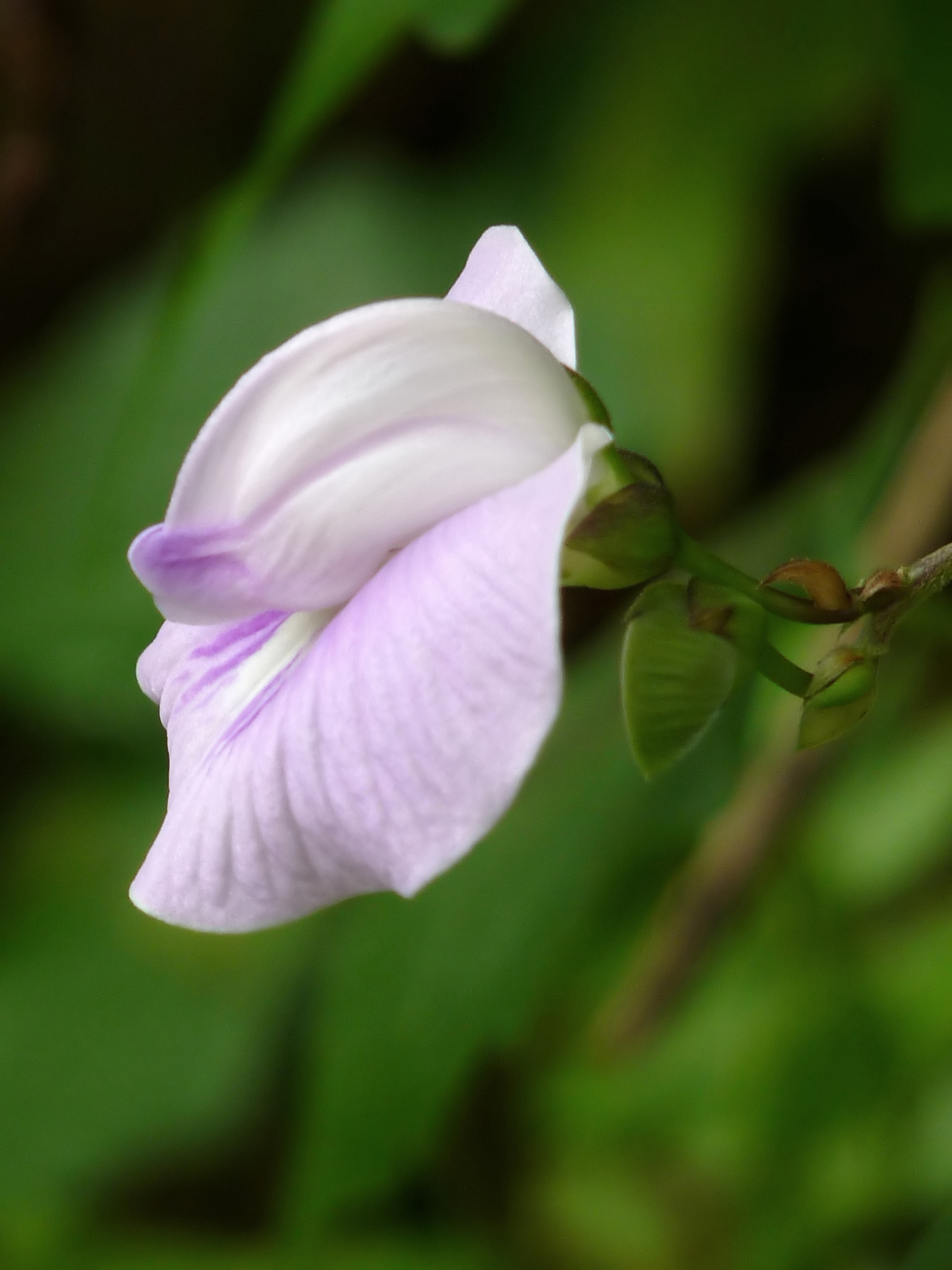
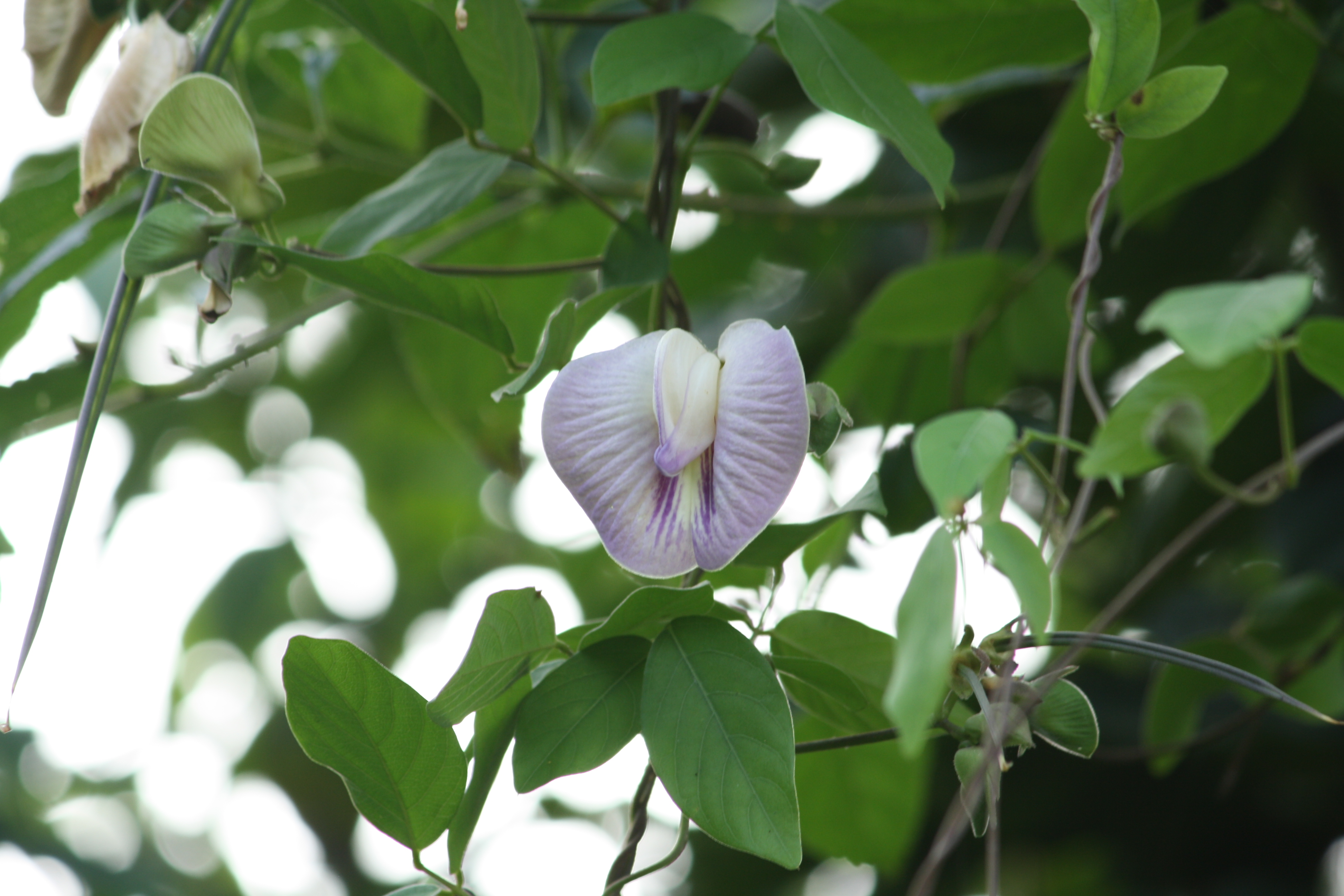